# 神龍翼龍科
神龍翼龍科或神翼龍（Azhdarchidae）是翼龍目中神龍翼龍超科的一科，主要生存於白堊紀晚期。2010年在白堊紀早期（約1億4000萬年前的貝里亞階）地層，發現一個翼龍類的脊椎骨，可能屬於神龍翼龍科。
神龍翼龍科包括已知某些最大的翼龍類，例如風神翼龍。Nessov在1984年建立神龍翼龍亞科（Azhdarchinae），屬於無齒翼龍科，當時包含了神龍翼龍、風神翼龍、以及阿氏翼龍。

## 體徵

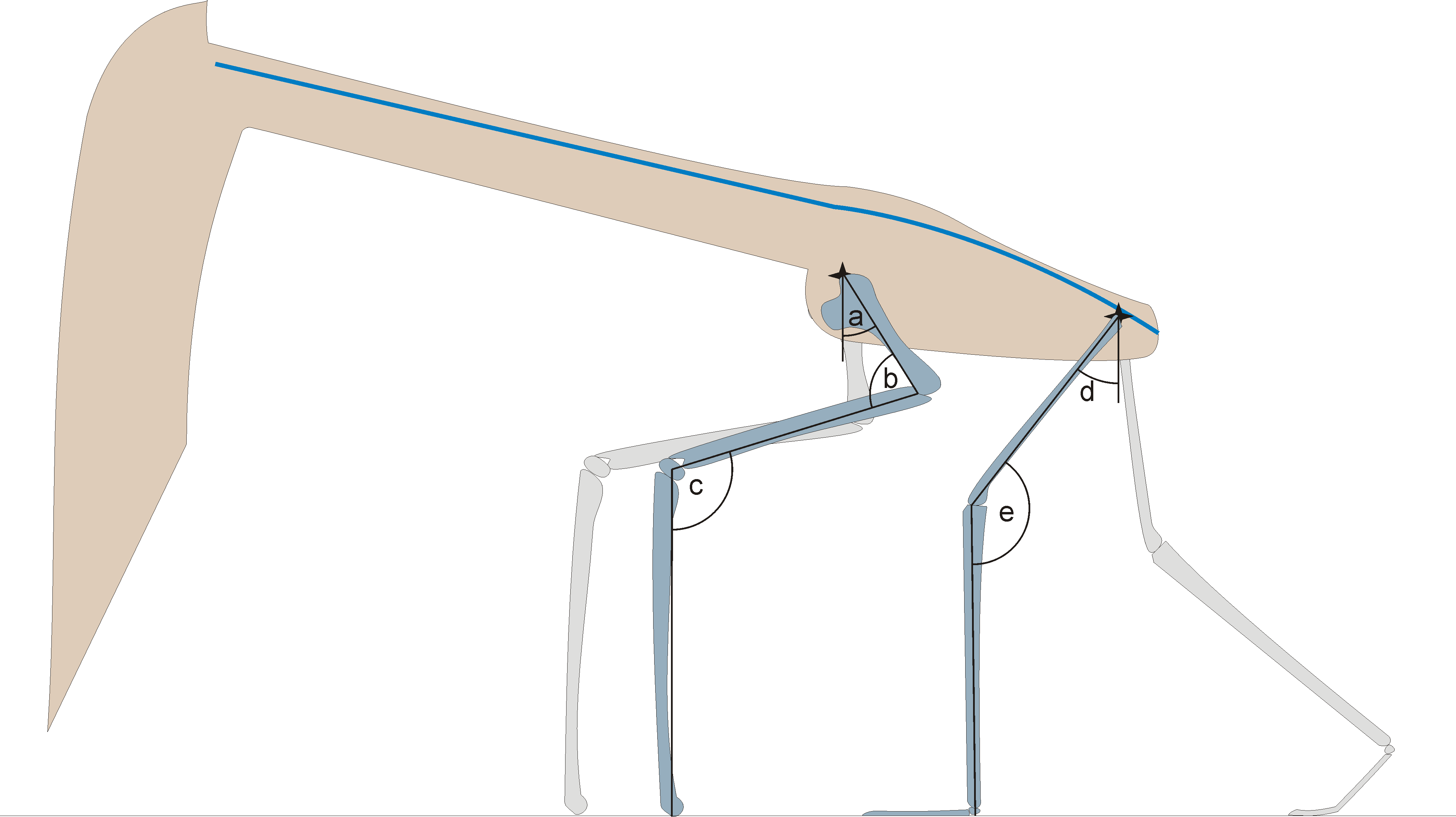
以四肢在地面移動的神龍翼龍科

神龍翼龍科的主要特徵為非常修長的頸部與後肢。長頸部由延長的頸椎所構成，這些頸椎的橫剖面為圓形。已發現的神龍翼龍科化石，大部分來自牠們的獨特頸部骨頭；只有少數物種曾發現狀況良好的身體骨骼，例如：風神翼龍、浙江翼龍、與相近的古神翼龍科。神龍翼龍科的其他特徵還有相當大型的頭部、類似長矛的頜部。神龍翼龍科動物曾被認為生活方式類似現代剪嘴鷗；但最近有些研究人員對此論點產生質疑，認為神龍翼龍科缺乏剪嘴鷗的演化特徵，生活方式類似陸生的鸛鳥。

## 系统发生学
神龙翼龙科由于长形无齿的喙，而被归类为无齿翼龙属的近亲。其他人则主张神龙翼龙科更接近于有齿的梳颌翼龙科。目前广泛认同神龙翼龙科接近于妖精翼龙属和古神翼龙属

### 分类
- 神龙翼龙科 Azhdarchidae
  - ?不死鳥翼龍屬 Alanqa[8]
  - ?阿根廷翼龍屬 Argentinadraco
  - 蒙大拿神翼龙属 Montanazhdarcho
  - ?特提斯翼龙属 Tethydraco
  - 波氏翼龙属 Bogolubovia
  - ?纳瓦霍翼龙属 Navajodactylus
  - 古驰鸟龙属 Palaeocursornis
  - ?伏尔加翼龙属 Volgadraco[9]
  - 神龙翼龙亚科 Azhdarchinae
    - 风巨神翼龙属 Aerotitan
    - 阿尔巴翼龙属 Albadraco
    - 神龍翼龍屬 Azhdarcho
    - 西北风神翼龙属 Mistralazhdarch

  - 风神翼龙亚科 Quetzalcoatlinae
    - ?咸海神翼龙属 Aralazhdarcho
    - 阿氏翼龙属 Arambourgiania
    - 寒翼龍屬 Cryodrakon[10]
    - 磷矿翼龙属 Phosphatodraco
    - 欧洲神龙翼龙属 Eurazhdarcho[11]
    - 哈采格翼龙属 Hatzegopteryx
    - 日本翼龙属 Nipponopterus
    - 风神翼龙属 Quetzalcoatlus
    - 死神翼龙属 Thanatosdrakon
    - 韦氏翼龙属 Wellnhopterus
    - 浙江翼龙属 Zhejiangopterus